# Castillo de Rafael Obligado

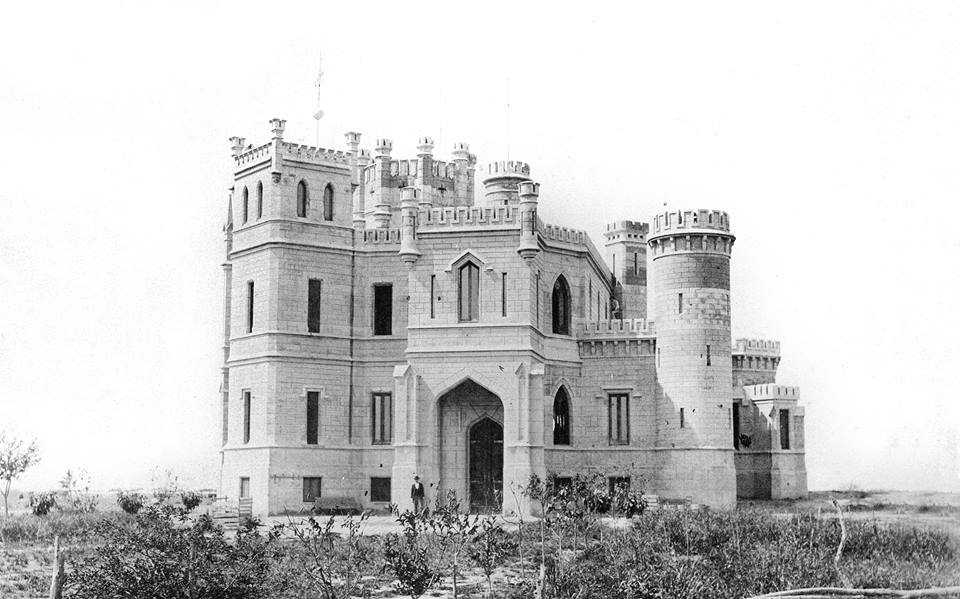
El castillo hacia 1900.

El Castillo de Rafael Obligado también conocido localmente como Castillo de los Obligado es un castillo al estilo europeo construido en las cimas de las barrancas del río Paraná, en la zona de Obligado en el partido de Ramallo en la provincia de Buenos Aires, Argentina.

## Historia
El castillo fue mandado construir al arquitecto Adolfo Büttner en 1896 por el poeta argentino Rafael Obligado en honor a su esposa, Isabel Gómez Langenheim; quien solía leer novelas del escritor escocés Walter Scott, de estilo romántico y ambientación gótica, lo impulsó a dar forma a la residencia.
Las tierras de la estancia fueron compradas por el padre del vate, don Antonio Obligado, castellano de origen andaluz, al canónigo Andúgar en 1785.
La construcción refiere al típico castillo europeo de tres pisos con ventanales ojivales. Consta de tres plantas, con 24 habitaciones y seis baños. Un gran hall preside la entrada, con tres juegos de escaleras hacia lo alto.
Las paredes exteriores del edificio están cercadas por enredaderas que le confieren un aire de misterio. Su edificación remonta a otros tiempos y desde el camino se logra divisar su figura gris oscura y atemporal, que remite a leyenda.
La estancia El Castillo pertenece en la actualidad a la familia Obligado, descendientes directos del poeta. 
Una leyenda, que data de 1930, cuenta que por los corredores y galerías suele transitar "Toto", un fantasma que hace desaparecer objetos o que cierra puertas para luego abrirlas misteriosamente.